# Kulasji
Kulasji (georgiska: კულაში) är en daba (stadsliknande ort) i Georgien. Den ligger i regionen Imeretien, i den västra delen av landet. Kulasji hade 1 702 invånare 2014.